# Ulla Winblad

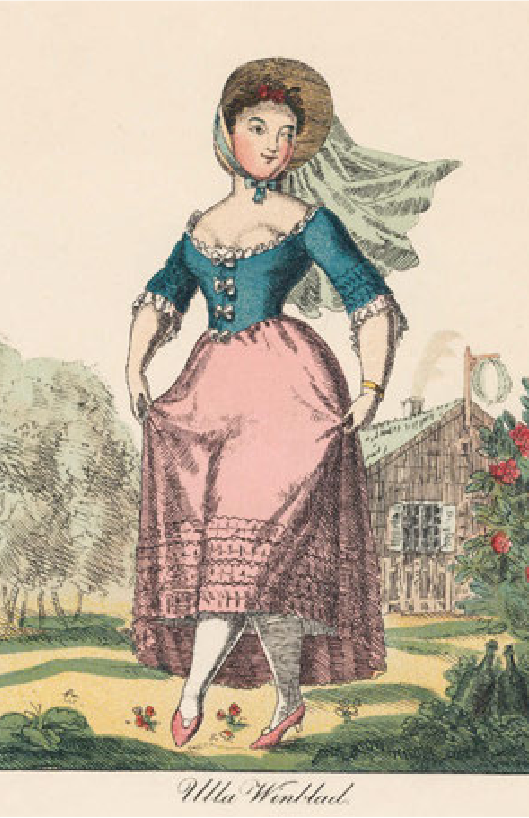
Ulla Winblad av Elis Chiewitz 1826.

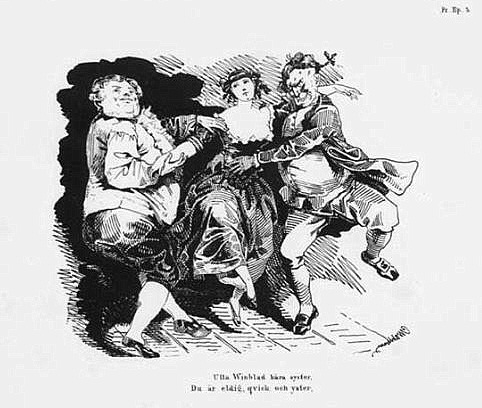
Illustration till Fredmans epistel N:o 3, där Ulla Winblad dansar till Fader Bergs hornspel.

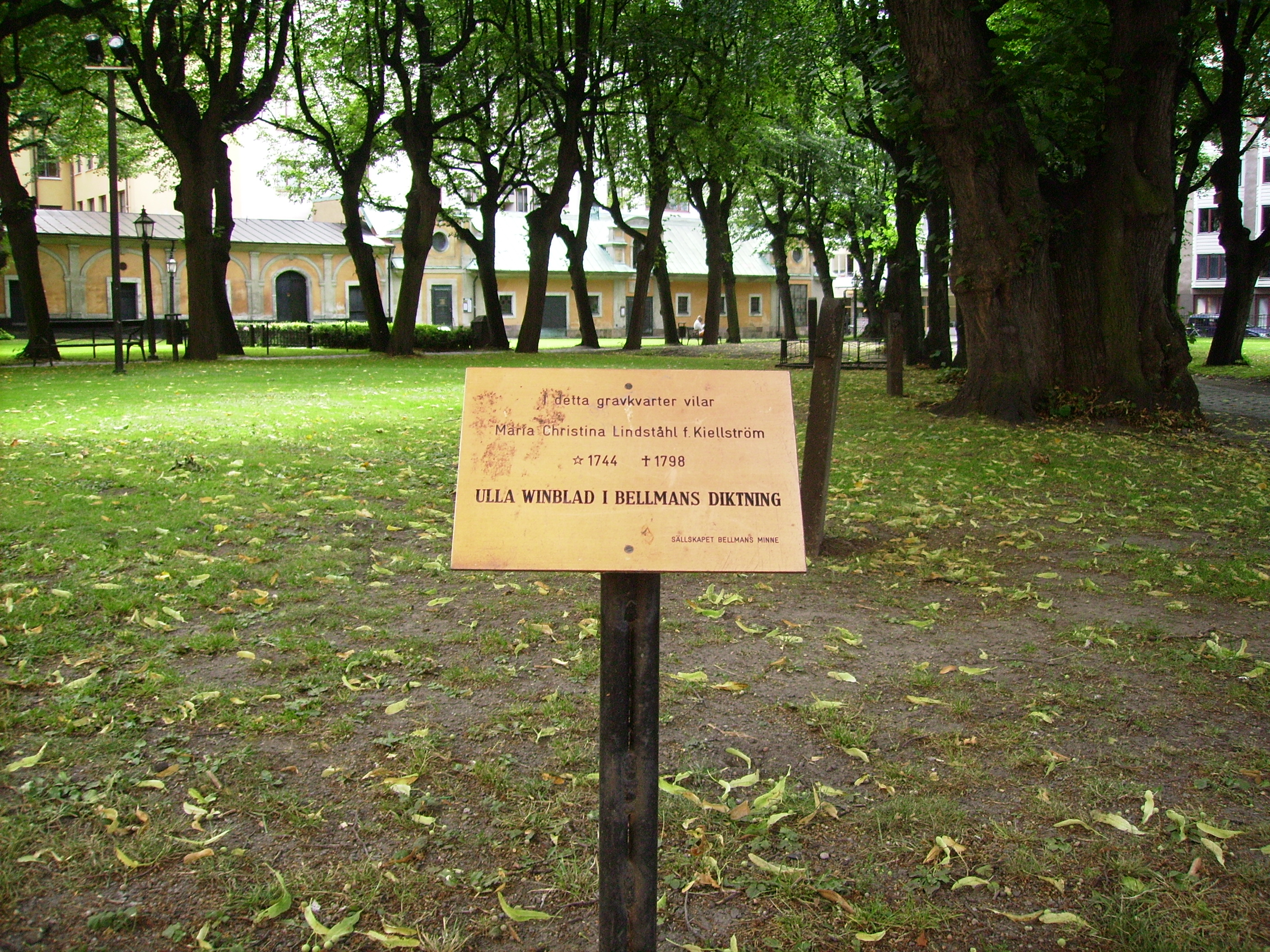
Skylt vid Ulla Winblads gravområde på Maria Magdalena kyrkogård i Stockholm.

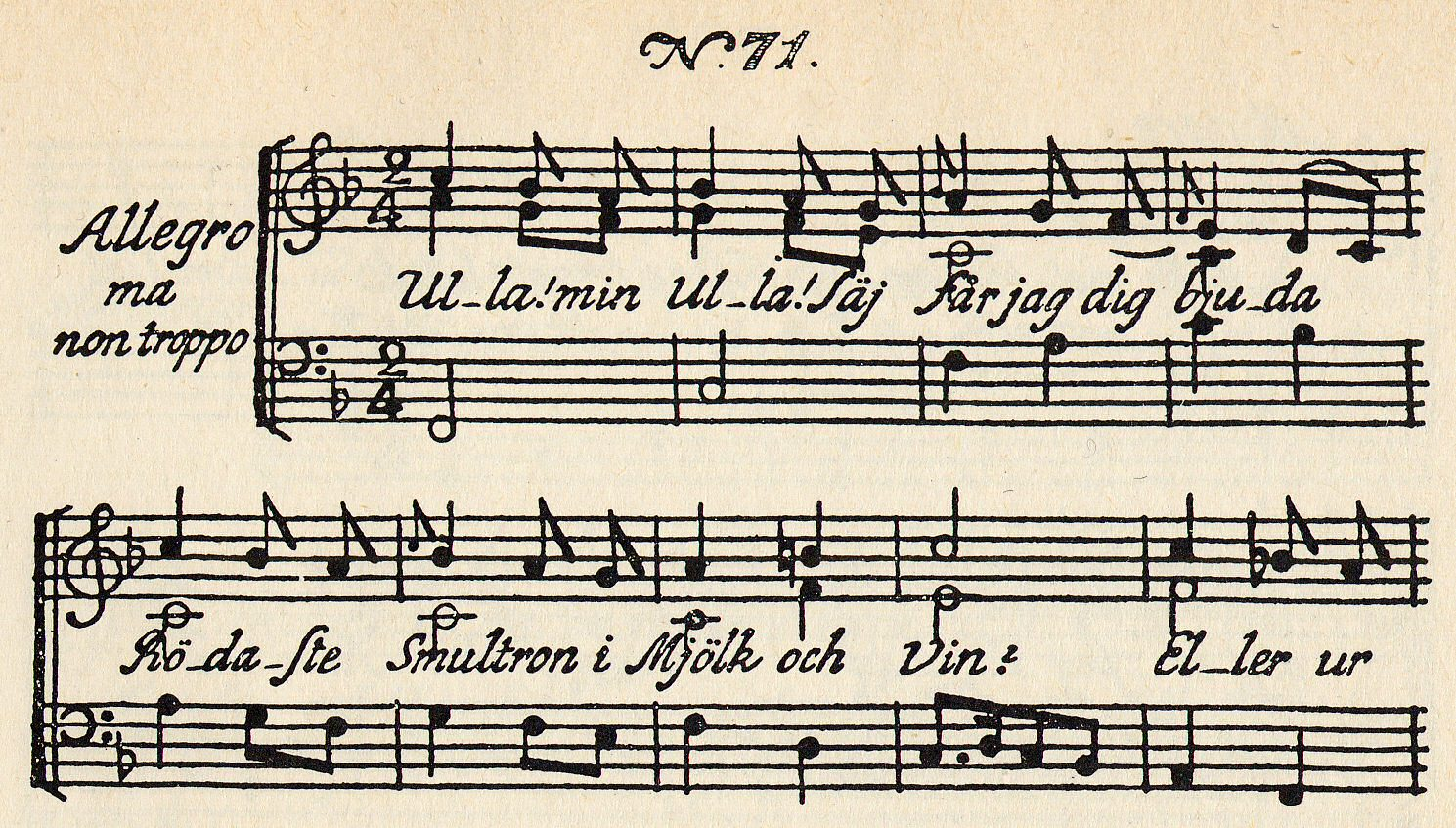
Fredmans Epistel 71.

Ulla Winblad är en fiktiv figur i Carl Michael Bellmans diktning.

## Beskrivning
Ulla Winblad, en av Carl Michael Bellmans mest kända figurer, är nymf och prästinna vid Bacchi Tempel. Hon är löst baserad på den verkliga personen Maria Kristina Kiellström.
Hon uppträder först i Bacchi Ordenskapitel, där hon är nymfernas anförare och talar på alexandriner. I Fredmans epistlar är hon desto mer fåordig, och har endast tre repliker.
Sven Stolpe har skrivit att "Det märkliga, ja kanske helt unika, med hennes gestalt är att hon både är den vulgära, naturalistiskt tecknade skökan och den bellmanska rokokons obestridda, av alla dyrkade skönhetsdrottning."
Namnet Ulla Winblad är en hopsättning där förnamnet kommer från Kiellströms bästa väninna, Ulrika Ek som kallades för Ulla, och efternamnet är Kiellströms styvmors.